# Wasatch Front
Wasatch Front (The Wasatch Front, ) /ˈwɑːsætʃ/ este o zonă metropolitană importantă din partea central-nordică a statului federal Utah din  Statele Unite ale Americii. Constă dintr-un șir continuu de localități, orașe mari și mai mici (cites și towns), așezate de-a lungul flancului nord-sud al Munților Wasatch (engleză Wasatch Range), începând cu Santaquin, în sud, sfârșind cu Pleasant View, în nord, respectiv conținând, între cele două, orașele Salt Lake City, Provo, Orem, Bountiful, Layton și Ogden.

## Geografie
Regiunea desemnată drept Wasatch Front este lungă, îngustă și orientată geografic de la nord la sud, datorită a două obstacole naturale, Munții Wasatch, la est, și o combinație de munți și un lac mare, Lacul Utah, la vest.
Către est, Munții Wasatch Mountains se înalță abrupt, atingând rapid înălțimi de peste 1.800 - 2.000 de metri, deasupra văilor, culminând cu vârful cel mai înalt al acestui lanț montan, vârful Mount Nebo (din partea sudică a Văii Utah), care atinge 3.636 m (sau 11,928 de picioare, din sistemul imperial).
Partea vestică a conurbației Wasatch Front este formată din Lacul Utah, aflat in Comitatul Utah, lanțul muntos al Munților Oquirrh, aflat în Comitatul Salt Lake, și, respectiv Marele Lac Sărat (Great Salt Lake), aflat în nord-vestul aceluiași comitat Salt Lake, marginile zonei fiind flancate de porțiuni ale comitatelor Davis și Weber, iar, în sud-est de comitatul Box Elder.

## Climat
Regiunea și zona metropolitană Wasatch Front este o regiune semi-aridă, aflată în marginea estică a Marelui Bazin (Great Basin). „Coridorul urban” al regiunii, constând din zona locuită, se găsește în așa-numită Zonă 7, în care temperaturile medii minime ale iernii variază între −18 și −7 °C (în timpul nopții), respectiv  între -1 and 4 °C (în timpul zilei).
Căderile de zăpadă sunt frecvente în timpul iernii, dar adesea zăpada se topește destul de rapid, nerezistând prea mult timp. Din cauza prezenței dominante a Munților Wasatch, inversiuni frecvente de temperatură au loc adesea în mijlocul iernii, în zona Wasatch Front, temperaturi scăzute și umiditate accentuată fiind frecvente aici, comparativ cu vremea de la altitudini mai ridicate, atât în văile și culmile montane, unde poate exista, simultan cu vremea rea din culoarul urban, vreme relativ constantă, caldă și practic netulburată.
Efectul local exercitat de Great Salt Lake este comun în perioada toamnei târzii și a iernii timpurii. Primele înghețuri apar în perioada menționată, cel mai adesea apărând la începutul lui octombrie, în zonele învecinate localităților, dar pot avea loc și la începutul lunii noiembrie, în zonele urbane interioare. Ultimele forme de îngheț se pot manifesta între începutul lunii aprilie și sfârșitul lunii mai.

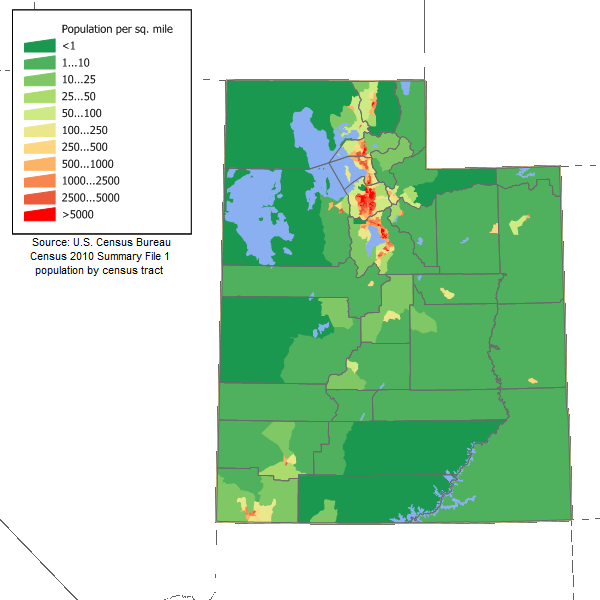
Hartă a statului indicând densitatea populației localizată conform comitatelor statului, indicând zona Wasatch Front drept cea mai dens populată arie a statului

Verile sunt, în general, fierbinți și uscate, cu excepția perioadei furtunilor sezonale, care datează între iulie și septembrie, perioadă care este caracterizată de furtuni intense, similare modelelor meteorologice furtunilor formate la latitudine medie, în mijlocul continentului nordamerican, care includ atât traseul furtunii cât și al maselor de vapori de apă, provenite din Oceanul Pacific.
Cele mai ridicate temperaturi zilnice, în timpul verii, sunt în jur de 35 °C, adesea mai ridicate, datorate în principal efectului termic cunoscut ca „insula” căldurii urbane.
Din păcate, seceta prelungită din ultimii ani, a anilor 2020, a cauzat probleme ale alimentării cu apă și a securității generate de lipsa suficientă a acesteia (engleză water security), provocând ca nivelul apei din Great Salt Lake să scadă la nivele alarmant de scăzute,, afectând economia statală, din care contribuția exercitată de zona Wasatch Front reprezintă 80 - 85 % din economia statului Utah.

## Centre de populație
Mai multe districte orășenești de tip downtown și comerciale de găsesc presărate de-a lungul culoarului nord-sud al fâșiei Wasatch Front, incluzând zonele metropolitane Salt Lake City, Provo - Orem (la sud de Salt Lake) și Ogden-Clearfield (la nord de Salt Lake). Practic, toate localitățile urbane și neurbane ale regiunii sunt conectate prin numeroase zone de dezvoltare suburbană.
| Poziție (populație) | Comitat   | 2010 Census | 2020 Census | Creștere % |
| ------------------- | --------- | ----------- | ----------- | ---------- |
| 1                   | Salt Lake | 1.029.655   | 1.185.238   | 15,11 %    |
| 2                   | Utah      | 516.564     | 659.399     | 27,65 %    |
| 3                   | Davis     | 306.479     | 362.679     | 18,34 %    |
| 4                   | Weber     | 231.236     | 262.223     | 13,41 %    |
| 8                   | Box Elder | 49.975      | 57.666      | 15,39 %    |
| Total               | Total     | 2.246.565   | 2.660.359   | 18,42 %    |

## Transporturi

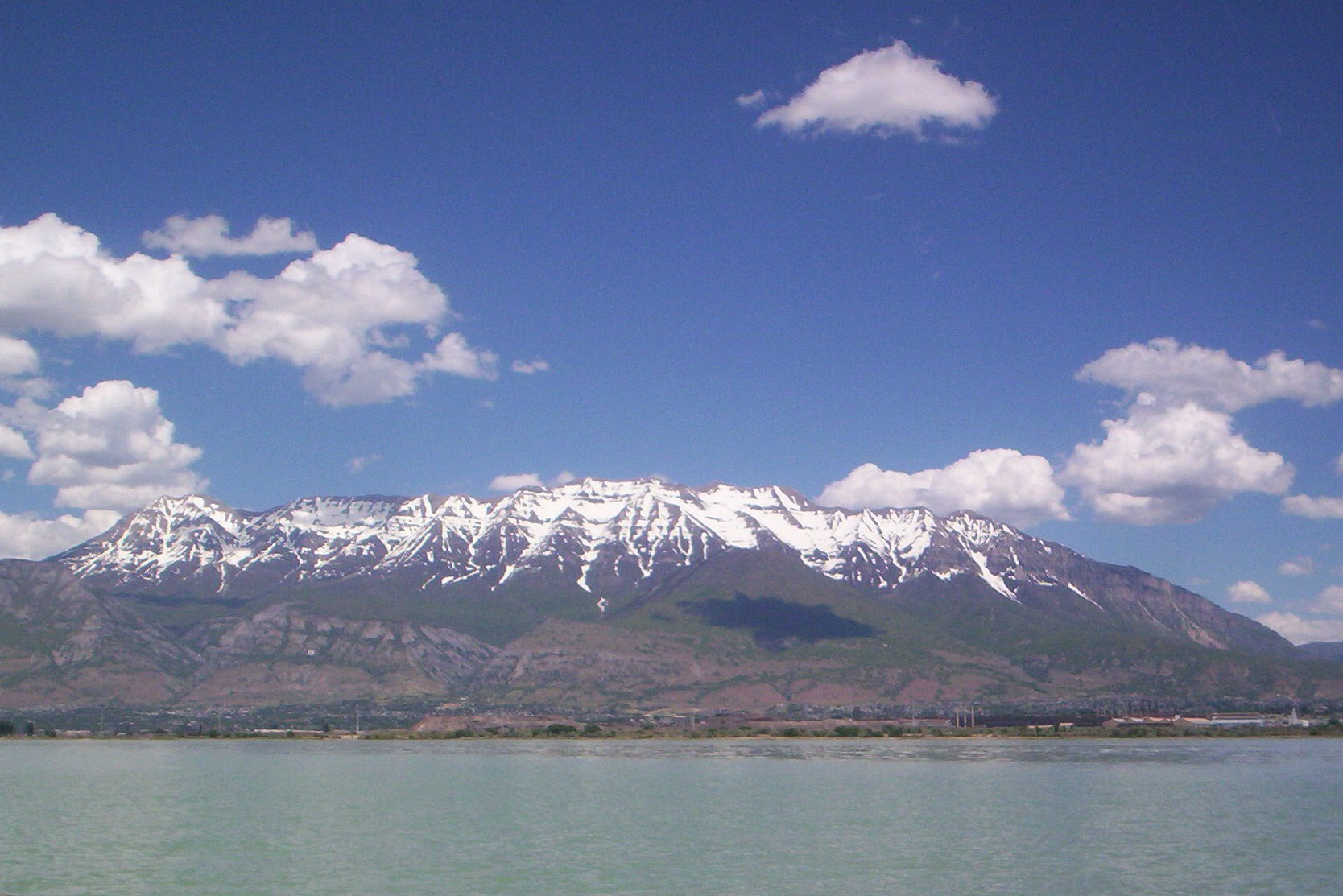
Muntele Timpanogos, din Wasatch Range, privit dinspre Utah Lake. Mai multe localități din zona Wasatch Front se găsesc la poalele acestei „citadele naturale.”

Orașul de astăzi Ogden a servit ca un important nod feroviar în mare parte din istoria sa. Prima cale ferată transcontinentală, din Statele Unite, a fost construită între 1863 și 1869, calea ferată funcțională ajungând la Ogden pe 27 martie 1869. Trenurile care se îndreaptau spre est de la Ogden trebuiau să traverseze cele mai înalte zone din estul statului Utah, călătorind prin canioanele Weber și Echo, respectiv prin Wasatch Pass la o altitudine de peste 2.070 de metri.

### „Era Union Pacific”
Compania Union Pacific a operat cele mai puternice locomotive din lume pentru a transporta mărfuri peste Munții Wasatch, între Cheyenne și Ogden, incluzând faimoasa „Big Boy” a companiei americane de locomotive cu abur, American Locomotive Company, care a fost cea mai mare locomotivă cu abur din lume. De asemenea, tot operate de Union Pacific au fost și ulterioarele Gas Turbines, turbinele cu gaz ale companiei General Electric - GE, cunoscute sub numele de „Big Blows” (din cauza sunetului lor distinctiv), cea mai puternică locomotivă cu combustie internă din lume, dar și "Big Jacks", de la General Motors - GM, cel mai puternic tip de locomotivă diesel cu o singură unitate construită vreodată.
Problemele de transport din interiorul zonei metropolitane Wasatch Front au fost mereu complicate de orientarea îngustă a văii, pe direcția nord-sud, fiind inerent constrânsă de barierele naturale de pe ambele părți și de creșterea rapidă a regiunii.

### Principalele căi de transport rutier și feroviar
Principalele moduri de transport pentru zonă sunt autostrăzile Interstate 15 (I-15) și Route 89 (US-89), ambele parcurgând centrul său de la nord la sud, pe întreaga lungime de aproximativ 190 km (sau 120 de mile). Alte drumuri interstate și autostrăzi oferă rute de transport către zonele locale din Frontul Wasatch.
Astfel de rute de transport includ Interstate 84 în zona Ogden; Legacy Parkway (State Route 67) care trece de la nord la sud prin vestul comitatului Davis; Interstate 80 care trece de la est-vest prin Salt Lake City; Interstate 215 (I‑215) care înconjoară valea interioară a zonei Salt Lake; Coridorul Mountain View (State Route 85 - Drumul statal 85), Autostrada Bangerter (State Route 154 - Drumul statal 154) și State Route 201 (Drumul statal 201), la vest de Salt Lake City; U.S. Route 189 (Ruta SUA 189) prin Provo și U.S. Route 6 (Ruta SUA 6), în sudul comitatului Utah.
Autoritatea de tranzit din Utah (Utah Transit Authority) oferă servicii de autobuz și metrou ușor (TRAX) către majoritatea zonelor urbane din Frontul Wasatch. În plus, o linie feroviară cu trenuri cu două etaje pentru navetiști, numit FrontRunner, circulând între  North Ogden și Provo, este în plină stare de funcționare operațională. care circulă de la North Ogden la Provo, este în plină funcționare.
Trenul California Zephyr al companiei Amtrak este principalul transport feroviar care duce în și din Frontul Wasatch, având o stație în Salt Lake City și Provo.
Aeroportul Internațional Salt Lake City (Salt Lake City International Airport) servește ca aeroport principal pentru regiune. Aeroportul Ogden-Hinckley (Ogden-Hinckley Airport) și Aeroportul Municipal Provo (Provo Municipal Airport) oferă, de asemenea, servicii aeriene comerciale regulate.